# Gia Gunn
Gia Gunn   (Chicago, 10 de maig de 1990) nom artistic de Gia Ketaro Ichikawa és una drag-queen, artista musical, actriu i activista transgènere dels Estats Units, coneguda per competir a la sisena temporada de RuPaul's Drag Race, a la versió xilena del format anomenadaThe Switch 2 i a la quarta temporada de RuPaul's Drag Race: All Stars.
Nascuda com Scott Ichikawa, va començar a fer dansa tradicional japonesa i kabuki en els rols d'onnagata als 5 anys. Gia va guanyar els concursos de drag Miss Roscoe's 2013 i Miss Diosa 2013. El seu nom i cognom provenen de la model Gia Carangi i de l'assessor d'imatge i presentador de televisió Tim Gunn.
El 2013 va participar en la sisena temporada del concurs de drag estatunidenc RuPaul's Drag Race, que es va emetre al 2014. A la competició, va acabar en el desè lloc. Al 2015 va participar en la versió xilena del format The Switch 2, que es va emetre l'any 2018, i en va ser finalista.
Després de la seva aparició a RuPaul's Drag Race, Gunn va llançar el seu primer senzill "Bring out the Gunnz" el 31 de juliol de 2015. El 29 d'agost de 2018, es va publicar el segon senzill de Gunn "#LaChinaMasLatina", juntament amb Alaska Thunderfuck. Ella i Laganja Estranja (una altra participant de la sisena temporada de Drag Race) van aparèixer en el vídeo musical de "Spin in Circles" de Danielle Alexa.
Ichikawa va començar a prendre hormones l'any 2016 i va reconèixer-se públicament com una dona transgènere a través d'Instagram a l'abril de 2017. Més tard, a l'agost, va canviar-se el nom en el certificat oficial de naixement pel de Gia.